# Circuito di Dallas
Il circuito di Dallas era un tracciato automobilistico occasionale disegnato attorno allo stadio Cotton Bowl, all'interno del Fair Park sito alla periferia della città texana.
Ha ospitato il Gran Premio degli Stati Uniti d'America di Formula 1 nel 1984 con il nome ufficiale di Gran Premio di Dallas: l'unico Gran Premio disputato qui vide la vittoria di Keke Rosberg su Williams davanti a René Arnoux su Ferrari e a Elio De Angelis su Lotus.
Il giorno della gara l'asfalto presentava problemi in alcuni punti particolarmente impegnativi al punto che i commissari annullarono il warm-up onde permettere i lavori di riparazione e ridussero di 10 giri la lunghezza prevista del Gran Premio, per rimanere sotto il limite delle due ore; nonostante ciò, la corsa vide numerosi incidenti e contatti con i muretti e venne comunque interrotta allo scadere delle due ore. Il caldo torrido provocò anche un malore a Nigel Mansell mentre cercava di concludere la gara spingendo la propria Lotus, rimasta piantata a pochi metri dal traguardo a causa di un guasto al cambio.

## Albo d'oro della Formula 1
| Anno | Pilota       | Scuderia | Resoconto |
| ---- | ------------ | -------- | --------- |
| 1984 | Keke Rosberg | Williams | Resoconto |